# Bauhaus Staircase
A Bauhaus Staircase az Orchestral Manoeuvres in the Dark (OMD) angol elektronikus zenekar tizennegyedik stúdióalbuma, és az együttes 2006-os megújulása óta a negyedik. A White Noise Records kiadó gondozásában jelent meg 2023. október 27-én, míg az Egyesült Királyságban és Írországban a 100% Records adta ki. Ez az első albumuk a The Punishment of Luxury (2017) óta eltelt hat év után. A lemez témáit nagyrészt a 2010-es évek végén és a 2020-as évek elején zajló világpolitikai események ihlették. Megjelenését három kislemez előzte meg: a címadó dal, a Slow Train és a Veruschka.
A Bauhaus Staircase pozitív értékeléseket kapott. A Record Collector és a Classic Pop magazinok 2023. novemberi számukban a legjobb új albumnak ítélték, míg más lapok az OMD pályafutása legjobbjai közé sorolták. A lemez a második helyen debütált az Egyesült Királyság albumlistáján, ezzel az együttes 45 éves pályafutása során, a legmagasabb helyezést elért stúdióalbuma lett hazájában, mellyel beállította az 1988-ban, az Egyesült Királyság független albumainak listáján ugyanilyen helyezést elért The Best of OMD válogatásalbum csúcsát. 
Bauhaus Staircase ezzel a nyolcadik Top 10-es OMD album. Andy McCluskey néhány interjújában kissé spekulatívan de kijelentette, hogy valószínűleg ez lehet az utolsó OMD album.

## Háttér
A 2020-as koronavírus-járvány idején az OMD frontembere Andy McCluskey, „újra felfedezte a teljes unalom kreatív erejét” és megírta az album anyagának nagy részét.
McCluskey zenét és szövegeket írt, hogy megkísérelje egy albumba összeállítani a különféle dal ötleteket amelyeket felhalmozott, beleértve a Bauhaus Staircase, Kleptocracy és az Anthropocene számokat. (Az album eredeti címe „Anthropocene” lett volna). 
Zenésztársa Paul Humphreys megjegyezte, hogy a lemezen olyan régebbi számok is szerepelnek, amelyeket a csapat korábban nehezen tudott befejezni.
A covid-korlátozások miatt a párost mintegy 200 mérföld választotta el egymástól, így az interneten keresztül kellett dolgozniuk. 
A Bauhaus Staircase nagyrészét a 2010-es évek végi és a 2020-as évek eleji világpolitika ihlette és az együttes „kifejezetten politikai lemezüknek” nevezte.

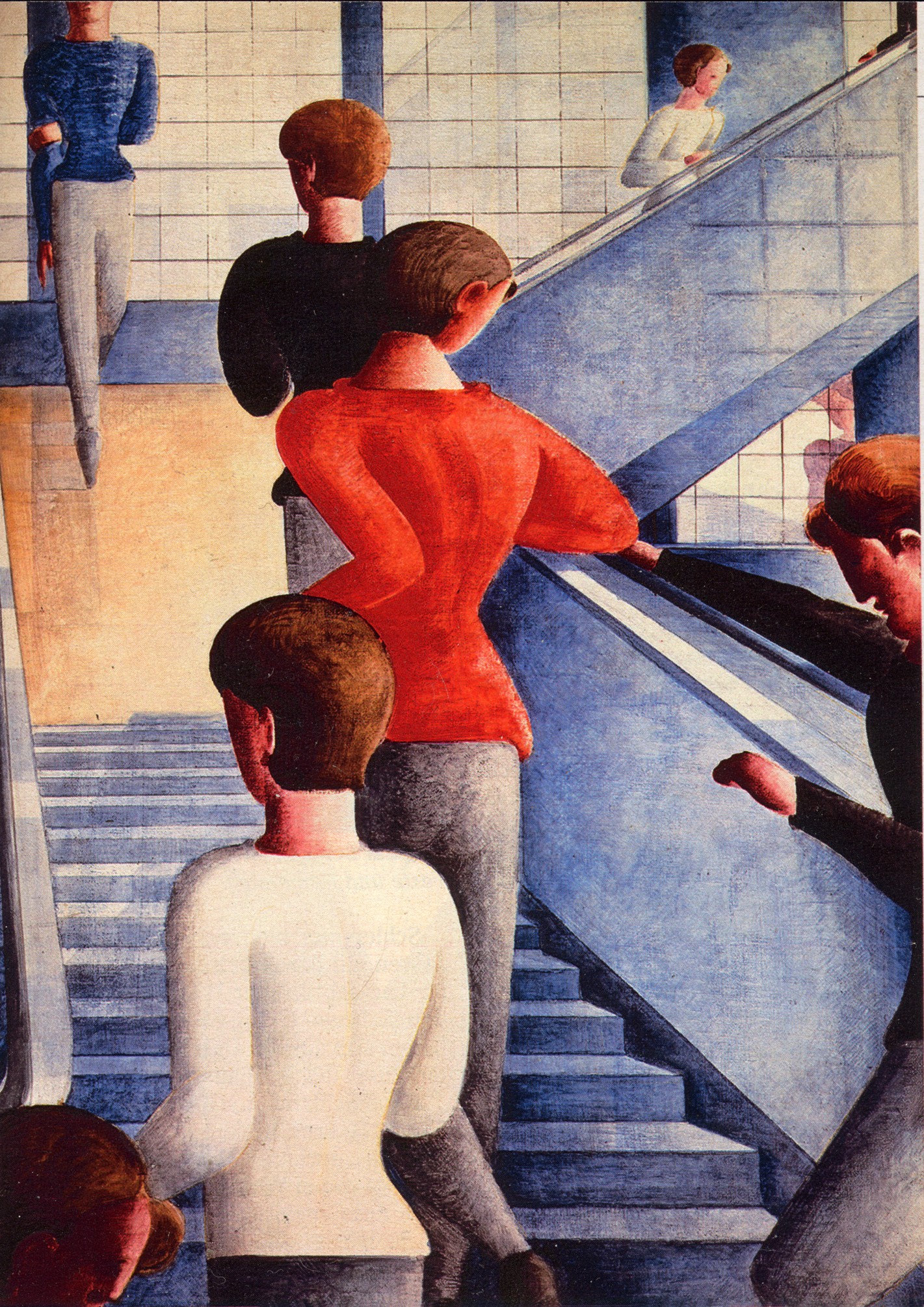
Bauhaus-lépcső (Bauhaustreppe) - Oskar Schlemmer festménye (1932), amely az album címét ihlette

A címadó dal a nácizmus előtti Németország Bauhaus művészeti mozgalma előtt tiszteleg. McCluskey líraian énekli el a művészet és a kultúra iránti vágyát, hogy ellensúlyozza a világ bajait, miközben rámutat, hogy az egyetlen művészet, amelyet száműzni kell, az a szélsőségesek által művelt művészet.  
A Kleptocracy különösen olyan jobboldali vezetőket céloz meg, mint Donald Trump, Vlagyimir Putyin és Boris Johnson.
Az Anthropocene című szám a „fajok evolúciójával", populációbiológiával, egyfajta geológiai és ökológiai látomásokat fogalmaz meg, mely rámutat a „civilizáció végének” borzongató elmélkedésére, a jelenlegi emberi tevékenységek bolygóra gyakorolt hatásaira, amely elkerülhetetlenül a saját kihalásunkat idézi meg. A G.E.M. és az Aphrodite's Favourite Child személyes dalok McCluskey életének alakjai számára. 
A Veruschka egy óda a film noirhoz, amely egy német modellről kapta a nevét és aki az egyik legutolsó elismert filmben szerepelt ebben a műfajban. A dalszöveget McCluskey írta, aki mélyen belemerült a mozi gazdag történelmébe. Stílusában emlékeztet az OMD Pandora's box 
című szám témájára, mely az amerikai némafilmes színésznő Louise Brooks kevésbé elbűvölő oldalát dolgozza fel.
A Goldfrapp angol elektronikus zenei duó által ihletett Slow Train, hasonló módon íródott, mint az 1991-es Sailing on the Seven Seas című OMD sláger.
Az OMD 2019-es önálló száma, a Don't Go, amely a 40. évfordulós Souvenir deluxe box szett teljes kislemez-antológiájuk előzeteseként szerepelt, leporolták és bekerült az albumba. 
A Bauhaus Staircase témái leginkább azt mutatják, hogy a politika és a művészet viszonya, mennyire nem állnak közel egymáshoz. A politika az 1930-as években, még messze nem így képzelte el a rendet. Erre utal Oskar Schlemmer német Bauhaus Stairway (1932) című festménye is, melyet Schlemmer tiltakozásul készített, miután a nácik azzal fenyegették, hogy ha hatalomra kerülnek bezárják művészeti iskoláját. (Ez 1933-ban meg is történt.) Az album címét és borítójának egyik változatát is Schlemmer festménye ihlette.

## Az album számai
Minden szám szerzője Andy McCluskey és Paul Humphreys kivéve, ahol ez fel van tüntetve.
| 1.    | Bauhaus Staircase           |                                               | 3:57 |
| 2.    | Anthropocene                |                                               | 5:51 |
| 3.    | Look at You Now             |                                               | 3:20 |
| 4.    | G.E.M.                      | McCluskey · Katrina Kanepe                    | 3:00 |
| 5.    | Where We Started            | McCluskey                                     | 2:26 |
| 6.    | Veruschka                   | McCluskey · Katrina Kanepe                    | 3:33 |
| 7.    | Slow Train                  |                                               | 3:58 |
| 8.    | Don't Go                    |                                               | 3:30 |
| 9.    | Kleptocracy                 | McCluskey                                     | 3:00 |
| 10.   | Aphrodite's Favourite Child | McCluskey · George Geranios · Nikos Bitzenis  | 3:29 |
| 11.   | Evolution of Species        |                                               | 3:06 |
| 12.   | Healing'                    | McCluskey · Paul Humphreys · Caroline England | 3:40 |
| 42:50 |                             |                                               |      |

## Slágerlista
| Albumlista (2023)                          | Legmagasabb helyezés |
| ------------------------------------------ | -------------------- |
| Ausztria (Ö3 Austria Top 40)               | 28                   |
| Belgium (Ultratop Flandria)                | 62                   |
| Belgium (Ultratop Vallónia)                | 64                   |
| Németország (Offizielle Top 100)           | 7                    |
| Írország (IRMA Top 100 Artist Album)       | 59                   |
| Lengyelország (ZPAV Album Top 50)          | 45                   |
| Egyesült Királyság (Scottish Albums)       | 2                    |
| Svájc (Schweizer Hitparade Top 100 Albums) | 38                   |
| Egyesült Királyság (UK Albums Chart)       | 2                    |
| Egyesült Királyság (UK Independent Albums) | 1                    |

## Fordítás
Ez a szócikk részben vagy egészben  a   Bauhaus Staircase című angol Wikipédia-szócikk fordításán alapul.  Az eredeti cikk szerkesztőit annak laptörténete sorolja fel. Ez a jelzés csupán a megfogalmazás eredetét és a szerzői jogokat jelzi, nem szolgál a cikkben szereplő információk forrásmegjelöléseként.